# Liste der denkmalgeschützten Objekte in Královice
Grundlage dieser Liste der denkmalgeschützten Objekte in Královice ist die ÚSKP-Liste (Ústřední seznam kulturních památek České republiky, deutsch Zentrale Liste der Kulturdenkmäler der Tschechischen Republik), die von der tschechischen Denkmalschutzbehörde NPÚ (Národní památkový ústav, deutsch Nationale Denkmalbehörde) seit 1987 geführt wird und an die seit dem Jahr 1850 geschaffenen Listen anschließt.

## Denkmalgeschützte Objekte nach Ortsteilen
| Lage                                       | Objekt                                                                     | Beschreibung | ÚSKP-Nr.                 | Bild           |
| ------------------------------------------ | -------------------------------------------------------------------------- | --- | ------------------------ | -------------- |
| Královice, Královice 7 (Standort)          | Getreidespeicher Nr. 7                                                     | Fachwerkhaus mit Walmdach, wahrscheinlich in der zweiten Hälfte des 18. Jahrhunderts erbaut. Der Getreidespeicher ist Teil des Hofes (andere Gebäude sind nicht aufgeführt).                                                                          | 32308/2-497 Info Katalog | weitere Bilder |
| Královice, Dorfplatz, bei Nr. 5 (Standort) | Kapelle des heiligen Erzengels Michael                                     | Kleine Kapelle auf rechteckigem Grundriss mit leicht versetztem Abschluss und dominanter Giebelverlängerung für die Glocke. Das Gebäude mit charakteristischen architektonischen Merkmalen des Barock wurde um die Mitte des 18. Jahrhunderts erbaut. | 35391/2-496 Info Katalog | weitere Bilder |
| Královice (Standort)                       | Straßenbrücke mit Statuen des Hl. Johannes von Nepomuk und des Hl. Wenzels | Steinerne Bogenbrücke mit Statuen von St. Wenzel und St. Johannes von Nepomuk stammt aus der Mitte des 19. Jahrhunderts (auf der Karte eines Stallkatasters aus dem Jahr 1840 ist noch immer eine Holzbrücke verzeichnet).                            | 35160/2-498 Info Katalog | weitere Bilder |